# Ordine di Amilcare Cabral
L'Ordine di Amilcare Cabral è un'onorificenza capoverdiana.

## Storia
L'Ordine di Amilcare Cabral è stato istituito con la legge n° 19/III/ 87 del 15 agosto 1987 in memoria di Amílcar Cabral, eroe nazionale e politico della Guinea-Bissau e di Capo Verde, fondatore e segretario del Partito Africano per l'Indipendenza della Guinea e di Capo Verde.

## Assegnazione
L'Ordine viene assegnato premiare i combattenti per la libertà delle isole di Capo Verde e coloro che abbiano contribuito alla creazione di una pace giusta.
Viene assegnato per meriti speciali nella lotta per l'indipendenza nazionale, la protezione della sovranità e l'integrità territoriale delle isole di Capo Verde, nonché la lotta contro ogni forma di oppressione.
È assegnato dal Presidente di Capo Verde.
Può essere assegnato a cittadini stranieri e postumo.
Agli insigniti viene concessa una pensione il cui ammontare è fissato per decreto; in caso di assegnazione postuma, questa pensione viene versata a favore dei figli minori dell'insignito.

## Classi
L'Ordine dispone delle seguenti classi di benemerenza:
- I Classe, distintivo da portare su fascia e placca da portare sul torace a sinistra;
- II Classe, distintivo da portare su nastro al collo;
- III Classe, distintivo da portare su nastro al petto.

| Nastri     | Nastri    | Nastri   |
| ---------- | --------- | -------- |
| III Classe | II Classe | I Classe |

## Insegne
- Il distintivo è una stella a quattro punte dorata con dei raggi appuntiti sui diedri. Al centro della stella vi è un medaglione rotondo smaltato di rosso con un bordo di foglie di quercia dorata. Nel medaglione vi è l'immagine del profilo di Amílcar Cabral d'oro.

- La placca è d'oro ed è costituita da una serie di raggi a diedro appuntiti che formano una croce di Malta e riempiono lo spazio tra le traverse. Al centro della stella vi è un medaglione rotondo smaltato di rosso con un bordo di foglie di quercia dorata. Nel medaglione vi è l'immagine del profilo di Amílcar Cabral d'oro.

- Il nastro è bianco con due strisce rosse.